# Skärgöl (Asa socken, Småland)
Skärgöl är en sjö i Växjö kommun i Småland och ingår i Mörrumsåns huvudavrinningsområde. Skärgöl ligger i Kråketorpskogens Natura 2000-område.